# Association Gondishapour
Gondishapour est une association à but non-lucratif, apolitique, non-religieuse et non-communautariste promouvant la création culturelle et artistique, régie par la loi 1901,.
L'association est fondée par Sina Abedi et Anousha Nazari, le nom de l'association s'inspire de l'académie antique Gundishapur, renommée pour sa contribution à la diffusion des connaissances et des sciences et des arts.
Depuis sa création, Gondishapour a lancé plusieurs initiatives interculturelles. Parmi celles-ci figure le festival international de Nowrooz, organisé annuellement depuis 2021[Pas dans la source], qui célèbre la diversité culturelle et artistique en mettant à l'honneur des créateurs issus de différents horizons. De plus, l'association a mis en place la Bourse Habib Sharifi, un programme destiné à encourager et soutenir la création des artistes déracinés.
En s'appuyant sur l'héritage de l'académie antique qui lui a donné son nom, Gondishapour se positionne comme une plateforme d'échange et d'interaction entre divers champs et disciplines liés à la culture et aux sciences humaines. L'association œuvre ainsi pour la mise en relation et la collaboration entre artistes, chercheurs et autres acteurs du milieu culturel et scientifique, afin de créer des synergies et d'encourager l'épanouissement des connaissances et des talents,.